# Franziska Liepack
Franziska Liepack (* 10. September 1981 in Altdöbern) ist eine deutsche Fußballspielerin. Die Abwehrspielerin steht beim Zweitligisten 1. FC Lübars unter Vertrag.

## Werdegang
Liepack begann ihre Karriere beim SSV Nonnendorf. Im Jahre 1997 wechselte sie zum SSV Turbine Potsdam. Mit Turbine gewann sie 2004 die deutsche Meisterschaft und den DFB-Pokal. Ein Jahr später gewann sie mit ihrer Mannschaft erneut den DFB-Pokal sowie den UEFA Women’s Cup. Zur Saison 2005/06 wechselte Liepack zum Zweitligisten Tennis Borussia Berlin. Mit Tennis Borussia wurde sie 2009 Meister der 2. Bundesliga Nord und schaffte den Aufstieg in die Bundesliga. Es folgte ein Jahr 1. Bundesliga (2009/10), wobei das Ziel Klassenerhalt verpasst wurde. Zur Saison 2010/11 wechselte Franziska Liepack zum Aufsteiger 1. FC Lübars in die 2. Bundesliga. Dort erspielte sie sich mit ihrem Team einen respektablen 4. Platz in der ersten Saison.

## Privates
Liepack arbeitet als Justizvollzugsbeamtin.